# 하나님 나라 신학으로 읽는 사도행전
《하나님 나라 신학으로 읽는 사도행전》1,2권은 장로교 신학자인 김회권 숭실대학교 기독교학과 교수가 사도행전에 대해서 쓴 신학서적이다.2005년 성서한국에서 진행한 성서강해를 복있는 사람에서 출판하였다.